# Serica rubricollis
Serica rubricollis är en skalbaggsart som beskrevs av Blanchard 1850. Serica rubricollis ingår i släktet Serica och familjen Melolonthidae. Inga underarter finns listade i Catalogue of Life.